# Siderone
Genre
Siderone est un genre de papillons de la famille des Nymphalidae et de la sous-famille des Charaxinae.

## Liste des espèces et sous-espèces
- Siderone galanthis (Cramer, [1775])[1]
  - Siderone galanthis galanthis, Siderone marthesia f. cancellariae, Siderone marthesia f. leonora, Siderone marthesia f. sincera, Siderone marthesia f.salmonea
  - Siderone galanthis nemesis synonymes Siderone nemesis, Siderone ide, Siderone rogerii,
  - Siderone galanthis thebais f.confluens, f.exacta
  - Siderone galanthis ssp[2].
- Siderone syntyche Hewitson, 1854[1]
  - Siderone syntyche syntyche synonyme Siderone polymela
  - Siderone syntyche angustifascia
  - Siderone syntyche mars synonymes Siderone vulcanus, Siderone marthesia[2].

### SelonNCBI(12 avr. 2011)[3]
- Siderone galanthis
  - Siderone galanthis galanthis